# 诺盖拉 (布拉干萨)
诺盖拉是葡萄牙布拉干萨区的一个堂区。总面积13.65平方公里，总人口431人，人口密度31.6人/平方公里。